# Henrique Martins
Henrique Martins (ur. 24 listopada 1990 roku w São Paulo) – brazylijski kierowca wyścigowy.

## Kariera
Martins rozpoczął karierę w wyścigach samochodowych w 2008 roku od startów w Europejskiej Formule BMW. Z dorobkiem 38 punktów uplasował się tam na 19 pozycji w klasyfikacji generalnej. W późniejszych latach pojawiał się także w stawce Południowoamerykańskiej Formuły 3, Europejskiego Pucharu Formuły Renault 2.0, Alpejskiej Formuły Renault 2.0 oraz Europejskiej Serii Włoskiej Formuły 3.

## Statystyki
| Sezon | Seria                                   | Zespół                 | Wyścigi | Zwycięstwa | PP | NO | Podium | Punkty | Pozycja |
| ----- | --------------------------------------- | ---------------------- | ------- | ---------- | -- | -- | ------ | ------ | ------- |
| 2008  | Europejska Formuła BMW                  | Eifelland Racing       | 16      | 0          | 0  | 0  | 0      | 38     | 19      |
| 2009  | Południowoamerykańska Formuła 3 - Light | Cesário Fórmula Junior | 18      | 9          | 13 | 6  | 15     | 132    | 1       |
| 2010  | Europejski Puchar Formuły Renault 2.0   | Cram Competition       | 10      | 0          | 0  | 0  | 0      | 3      | 21      |
| 2011  | Alpejska Formuła Renault 2.0            | Cram Competition       | 2       | 0          | 0  | 0  | 1      | 48     | 20      |
| 2011  | Europejski Puchar Formuły Renault 2.0   | Cram Competition       | 14      | 0          | 0  | 0  | 0      | 5      | 20      |
| 2012  | Włoska Formuła 3 - Seria Europejska     | Prema Powerteam        | 24      | 3          | 0  | 3  | 5      | 180    | 4       |